# Заринск
Заринск (на руски: Заринск) е град в Русия, административен център на Зарински район, Алтайски край. Населението на града към 1 януари 2018 година е 46 597 души.

## История
За пръв път селището е упоменато през 1748 година, през 1979 година получава статут на град.